# Ceramica Flaminia
Ceramica Flaminia was een Iers-Italiaanse wielerploeg. Ze was een professionele continentale ploeg opgericht in 2005 en kwam uit in de UCI Europe Tour. In 2011 ging de ploeg op in De Rosa-Ceramica Flaminia.

## Bekende renners
- Volodymyr Doema (2007-...)
- Dainius Kairelis (2008-...)
- Mychajlo Chalilov (2007-...)
- Krzysztof Szczawiński (2005-2006)
- Riccardo Riccò (2010)